# Teterboro Airport
Teterboro Airport is een luchthaven in Teterboro (New Jersey) in de Verenigde Staten. De luchthaven beslaat een gebied van 3,35 vierkante kilometer: 0,36 km² voor hangars en kantoren, 1,65 km² voor vliegtuigen (landingsbanen etc) en 1,33 km² nog onbebouwd terrein. De luchthaven heeft 1.137 medewerkers. Teterboro Airport ligt op slechts 19 km van Midtown Manhattan en is daardoor vrij populair onder zakelijke reizigers, gelijkaardig aan Republic Airport op Long Island.